# Marc Lackenby

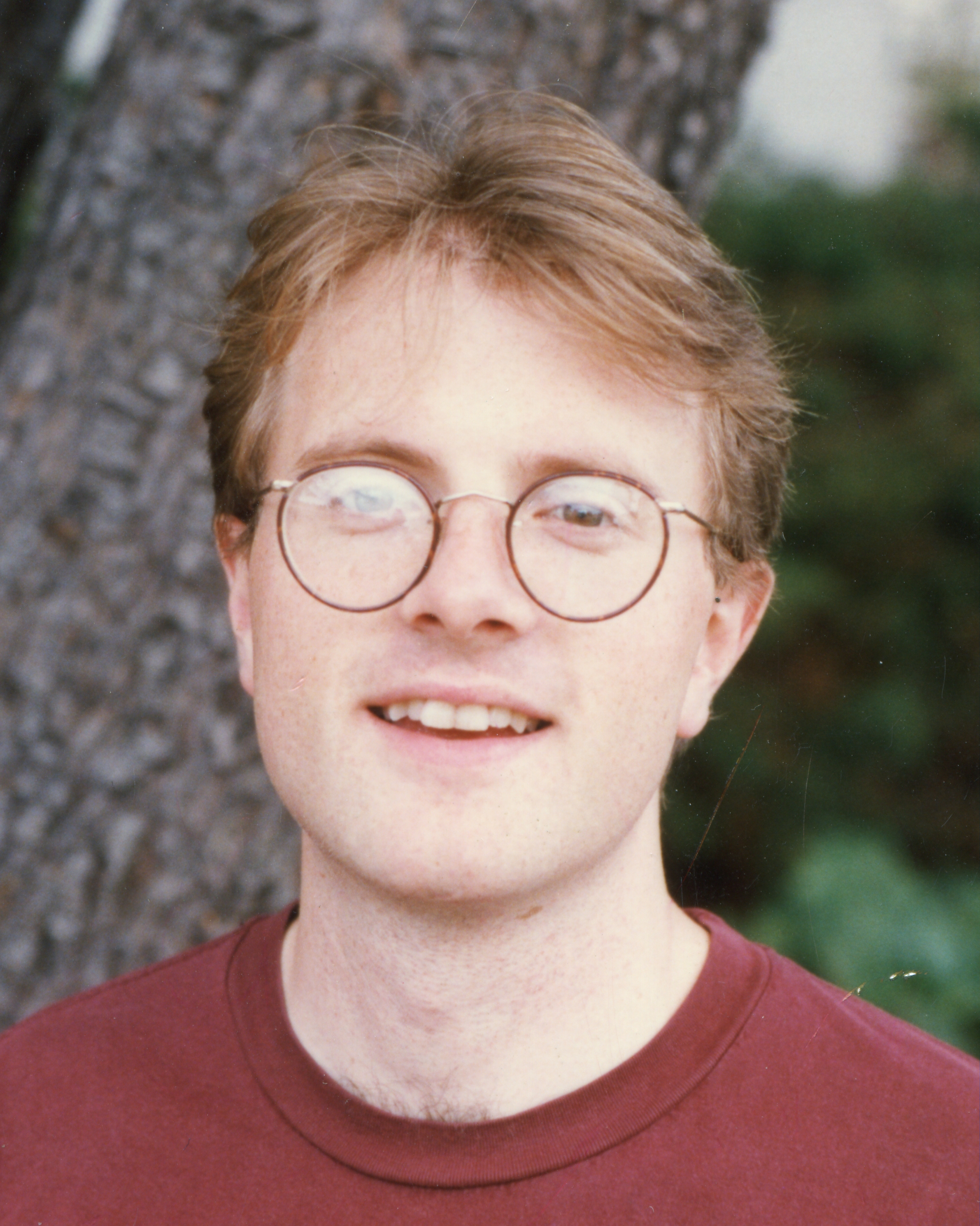
Marc Lackenby, 1997

Marc Lackenby (* 28. August 1972) ist ein britischer Mathematiker, der sich mit Knotentheorie und niedrigdimensionaler Topologie befasst.
Lackenby studierte an der Universität Cambridge, an der er 1997 bei W. B. R. Lickorish promoviert wurde ( Dehn Surgery and Unknotting Operations). Als Post-Doktorand war er Miller Research Fellow an der University of California, Berkeley. Er ist seit 2006 Professor an der Universität Oxford, an der er seit 1999 als Lecturer und Fellow des St. Catherine’s College war.
Er bewies unter anderem eine obere Schranke (polynomial in der Anzahl der Kreuzungen) für die Anzahl der Reidemeister-Bewegungen um ein Diagramm eines Unknotens in das triviale Diagramm zu überführen.
2003 erhielt er den Whitehead-Preis, 2006 den Philip Leverhulme Prize und 2010 war er eingeladener Sprecher auf dem Internationalen Mathematikerkongress in Hyderabad (Finite covering spaces of 3-manifolds).
Er war 2008 bis 2013 einer der Herausgeber des Journal of the London Mathematical Society und seit 2007 des Journal of Topology und von Groups, Geometry and Dynamics.

## Schriften
- Heegard splittings, the virtual Haken conjecture and property ({\displaystyle \tau }), Invent. Math., Band 164, 2006, S. 317–359, Arxiv
- Word hyperbolic Dehn surgery, Inventiones Mathematicae, Band 140, 2000, S. 243–282, Arxiv
- The volume of hyperbolic alternating link complements, Proceedings of the London Mathematical Society, Band 88, 2004, S. 204–224, Arxiv
- Covering spaces of 3-orbifolds, Duke Math J., Band 136, 2007, S. 181–203
- mit Robert Meyerhoff: The maximal number of exceptional Dehn surgeries, Invent. Math., Band 191, 2013, S. 341–382, Arxiv
- A polynomial upper bound on Reidemeister moves, Annals of Mathematics, Second Series, Band 182,  2015, S. 491–564, Arxiv
- Elementary Knot Theory, Clay Mathematics Institute, Arxiv 2016[4]